# Tadeja Brankovič-Likozar
Tadeja Brankovič (ur. 20 grudnia 1979 w Kranju) – słoweńska biathlonistka. Obecnie mieszkająca w Cerklje. Była biegaczka narciarska. Po raz pierwszy w Pucharze Świata wystartowała w 1995 roku. Dotychczas 6 razy stanęła na podium, a najlepszym wynikiem jest drugie miejsce w szwedzkim Östersund podczas biegu sprinterskiego w sezonie 2005/2006.
Najlepszym miejscem w klasyfikacji generalnej na koniec sezonu jest 18. miejsce po sezonie 2005/06.

## Osiągnięcia

### Puchar Świata
| Sezon     | Miejsce |
| --------- | ------- |
| 1997/1998 | 40.     |
| 2000/2001 | 30.     |
| 2001/2002 | 44.     |
| 2002/2003 | 38.     |
| 2003/2004 | 42.     |
| 2004/2005 | 23.     |
| 2005/2006 | 18.     |
| 2006/2007 | 11.     |
| 2009/2010 | 62.     |
| 2010/2011 | 55.     |